# Bergsee (Triberg)
Der Bergsee ist ein Karsee im mittleren Schwarzwald am Stadtrand von Triberg im Schwarzwald-Baar-Kreis in Baden-Württemberg. 
Der Talkessel des Bergsees ist eingebettet in eine langgestreckte, nach Nordosten zum Schonachtal und damit nach Triberg und Schonach hin markant abfallende Geländestufe (bezeichnet als Wasserfallberg oder Winterwald). Nordwestlich benachbart liegen darin weitere Talkessel wie oberhalb der Weihermatte oder an der Langenwaldschanze und auch nach Südosten hin wie bei den 600 Meter entfernten Hauptstufen der Triberger Wasserfälle. Verbreiteten Angaben zufolge könnte das im Triberger Granit ausgeschürfte Seebecken, anders als bei anderen Schwarzwälder Karseen, eher in der Riß-Kaltzeit als in der erst vor etwa 12.000 Jahren zu Ende gegangenen Würm-Kaltzeit letztmals durch Gletscher vertieft worden sein.
Der Uferbereich des typischerweise rundlichen Karsees ist parkartig gestaltet, auf der Karschwelle befindet sich eine Gaststätte. Nahe dem Westufer verläuft die B 500, die durch die mäßig steilen, bewaldeten Karwände des Bergsees und auch des Wasserfallkessels hinaufführt zur Schönwalder Hochfläche. Heute steht der Bergsee touristisch im Schatten der Triberger Wasserfälle, im Gegensatz zu früheren Jahrzehnten: Kaum 100 Meter östlich des Sees gelegen erinnert die Kirche Maria in der Tanne an die mit dem Ende des Dreißigjährigen Krieges einsetzenden Wallfahrten, und in den 1920er Jahren fanden auf dem See nationale und internationale Eiskunstlauf-Wettbewerbe statt. Derzeit kann – nach Freigabe – Eislauf und Eisstockschießen stattfinden, außerdem wird der See zum Angeln genutzt.

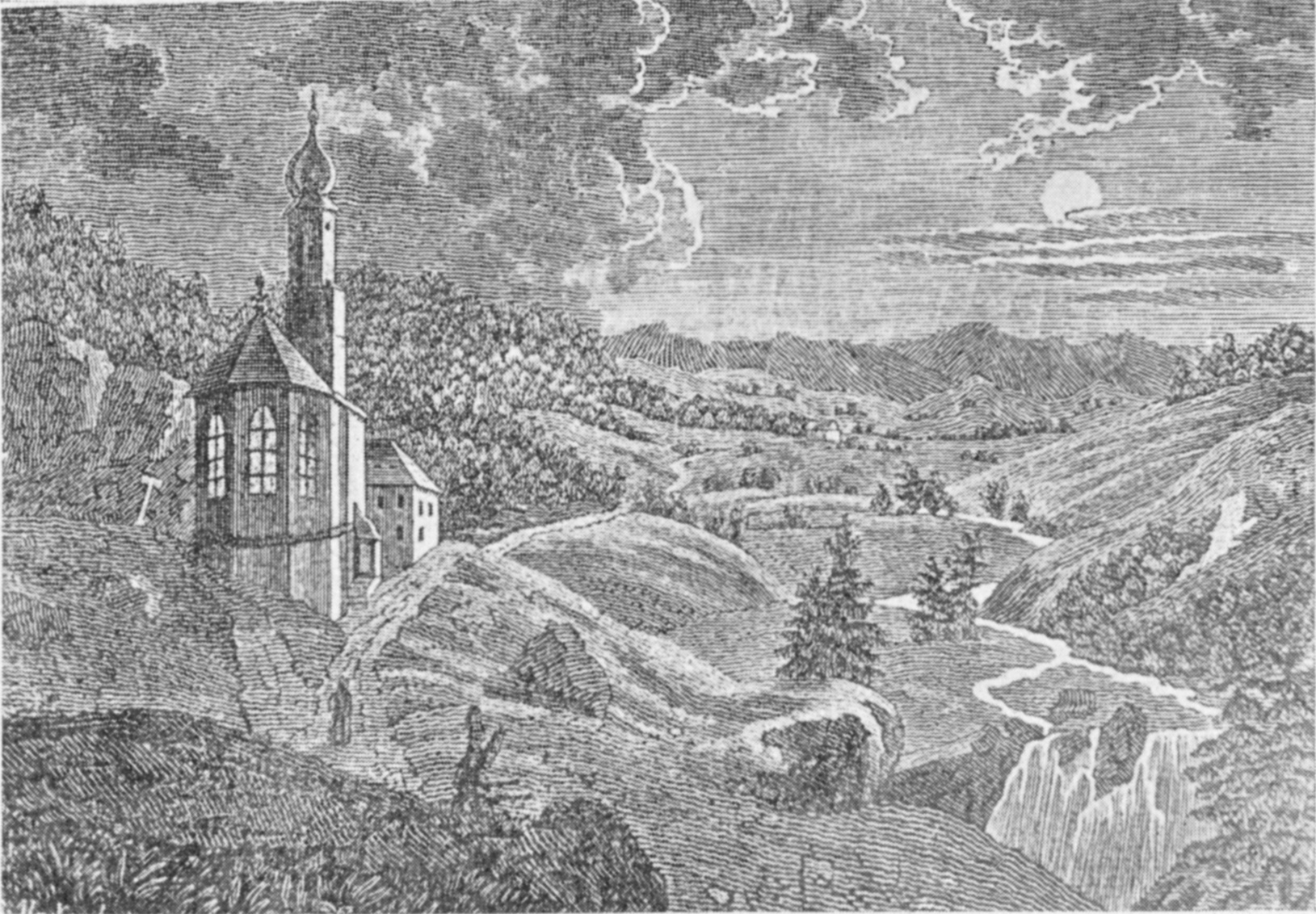
Der Bergsee-Kessel links der Wallfahrtskirche, rechts der Schonachfall (1780)
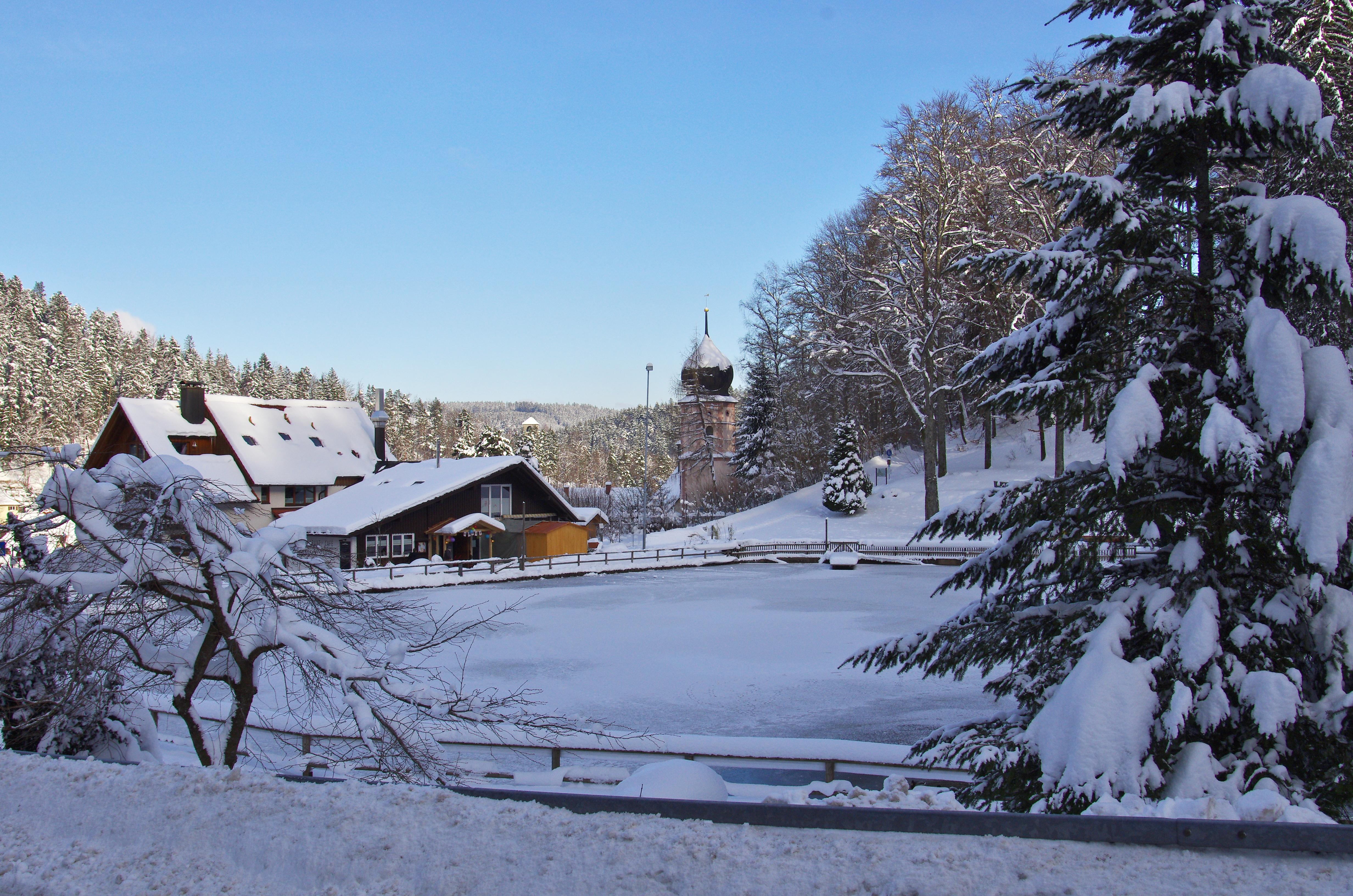
Der winterliche Bergsee von der B 500 aus gesehen